# Alexandra Ivett Tóth
Alexandra Tóth (* 29. Januar 1991 in Zalaegerszeg) ist eine ungarische Fußballspielerin.

## Karriere

### Verein
Tóth startete ihre Karriere beim SK Gutorfölde, bevor sie nach nur einem Jahr im Sommer 2005 zum Nagykutas NLSE ging. Im August 2009 gab sie ihren Weggang von Pater bekannt und wechselte zum Top-Verein Viktória FC-Szombathely. Tóth folgte im Sommer 2014 dem Lockruf des österreichischen Top-Club's FC Südburgenland.

### Nationalmannschaft
Tóth ist seit 2009 A-Nationalspielerin für Ungarn und lief seit ihrem Debüt am 2. September 2009 gegen Serbien, in 33 A-Länderspielen für Ungarn auf.

## Erfolge
- Vizemeister 2010/11
- Ungarischer Fußballpokal 2011